# Nioh
Nioh (仁王?, Niō, lett. "Il re benevolo"), inizialmente conosciuto con il titolo di Oni, è un videogioco di genere action del 2017, sviluppato da Team Ninja e pubblicato da Sony Interactive Entertainment per PlayStation 4 e Microsoft Windows.
Inizialmente annunciato nell'autunno del 2004, il gioco ha avuto uno sviluppo molto travagliato ed è stato distribuito per PlayStation 4 soltanto nel febbraio del 2017; il 7 novembre seguente ne è stata poi pubblicata anche una versione per Microsoft Windows. Una versione rimasterizzata è stata pubblicata per PlayStation 5 nel 2021.

## Trama
Il gioco si apre con una narrazione di William, un ex-pirata irlandese rinchiuso nella Torre di Londra, che descrive l'Amrita, una pietra dorata mistica trovata in abbondanza in Giappone e ricercata dal governo della regina Elisabetta I per assicurarsi la vittoria sulla Spagna. William riesce a evadere grazie al suo Spirito Guardiano Saoirse, nato dalle preghiere del suo villaggio natale, che lo ha salvato dalla morte quando era un ragazzo e ora gli impedisce di morire. Uscito dalla torre, William affronta l'esecutore Derrick, e in seguito conosce Edward Kelley, un alchimista che sta cercando l'Amrita del Giappone, il quale rianima Derrick trasformandolo in una sorta di ibrido yōkai.
Sconfitto Derrick, William si vede sottrarre da Kelley Saoirse grazie al suo spirito Ouroboros, con il quale lo potrà condurre verso il Giappone. William inizia a inseguire Kelley, sbarcando nel Giappone del 1600 durante gli ultimi anni dell'epoca Sengoku, scoprendo che è devastato dagli Oni. In suo aiuto giunge Hattori Hanzō che lo aiuterà a trovare Kelley in cambio di combattere contro gli Oni; William conoscerà anche uno spirito Nekomata, il quale gli dice che il delicato equilibrio tra gli spiriti buoni e cattivi è stato interrotto dal passato secolo di guerra in Giappone. William salva Kuroda Nagamasa da uno yōkai, guadagnandolo a favore di Tokugawa Ieyasu. Accanto alle imprese di William, l'offerta di Ieyasu per il potere inganna Ishida Mitsunari e i suoi sostenitori mentre si alleano con Kelley. William aiuta Ieyasu a combattere gli yōkai, nonostante apprenda da Okatsu che ha assassinato molte delle sue famiglie in un'offesa spietata per il potere - Okatsu è una delle figlie illegittime di Ieyasu che sono fuggite diventando una kunoichi.
William continua a seguire Kelley grazie alle conseguenze delle sue azioni, nelle quali affronta l'impersonazione di Tachibana Muneshige nel tentativo di minare la moglie di questi Ginchiyo e la moglie di Oda Nobunaga Nohime reincarnata come yuki-onna. William trova Kelley mentre sta drenando una guarnizione di Amrita, liberando degli spiriti maligni pronti a devastare Kyoto. Nekomata si sacrifica assorbendo gli spiriti e permettendo a William di sconfiggerlo, mentre il monaco Tenkai ripristina il sigillo. In seguito William salva Okatsu dal controllo di Kelley, poi fuggire con lei quando Ieyasu arriva e Kelley attacca, anche se Ieyasu è disposto a lasciare Okatsu morire. Gli eventi giungono durante la battaglia di Sekigahara, dove William affronta Ōtani Yoshitsugu, che usa l'alchimia di Kelley per potenziare il suo corpo indebolito, e Shima Sakon.
Con la sconfitta di Sakon, seguita da quella dell'esercito dalle forze di Ieyasu, Kelley convince Mitsunari a compiere un rituale, offrendo la vita dei suoi 300 uomini per animare un Gashadokuro che William sconfigge con l'aiuto di Hattori e Tenkai. Ieyasu ordina a William di trovare Mitsunari, combattendolo quando Kelley lo trasforma in un ibrido yōkai, riportandolo in forma umana e consentendone la cattura da parte delle forze di Ieyasu. William riesce a trovare Kelley nel castello ricostruito di Oda Nobunaga, dove tra l'altro ha già resuscitato il daimyō che combatte contro William, ma proprio mentre sta per dargli il colpo di grazia Nobunaga si ribella in quanto, nonostante la tentazione di rinascita, sente che Hideyoshi e Ieyasu continueranno i suoi sogni e le sue ambizioni e che non ci sia qualcosa che dura per sempre. Soddisfatto di aver vissuto una vita senza rimpianti, Nobunaga muore una seconda volta e concede a William il suo Spirito Guardiano.
Costernato da ciò e sconfitto, Kelley fonde l'energia di tutta l'Amrita raccolta con il suo Ouroboros per evocare il più spaventoso tra gli yōkai: Yamata no Orochi. William riesce a sconfiggere il gigantesco serpente, scoprendo da un morente Kelley che stava raccogliendo Amrita da mandare in Inghilterra al il suo padrone John Dee. Dopo aver recuperato Saoirse, William decide di scomparire, permettendo a Hattori di evitare di ucciderlo su ordine di Ieyasu e di denunciarlo morto. Questo rattrista Okatsu, che aveva cominciato a prendersi cura di lui e definendolo diverso da altri samurai. Dopo l'esecuzione di Mitsunari, Ieyasu stabilisce la regola della sua famiglia, impostando il periodo Edo come un'era dominata dagli esseri umani e nascondendo la verità del coinvolgimento degli yōkai e William.
Tre anni dopo, William torna in Inghilterra e affronta Dee, che gli offre di unirsi a lui per guidare l'Inghilterra verso la conquista del mondo dopo la morte di Elisabetta I, e al suo rifiuto assume l'aspetto di uno yōkai dotato di cento occhi grazie a tutta l'Amrita che ha raccolto nel corso degli anni. William sconfigge Dee, accecandolo e infine neutralizzando le sue abilità magiche. Dopo aver ricevuto una visione della morte di Hattori all'assedio di Osaka, William decide di tornare in Giappone.
La storia di Nioh prosegue con tre DLC: "Drago del nord", "Onore sprezzante" e "Fine del massacro". William esplora la regione di Tohoku e segue l'Assedio di Osaka e le ultime fasi del Periodo degli Stati Combattenti, fronteggiando il "Drago ciclope" Date Masamune che sta segretamente raccogliendo le pietre-spirito, il prode Sanada Yukimura, uno dei più grandi generali del Giappone di quell'epoca, e una nuova minaccia oscura.

## Modalità di gioco
In Nioh si potranno scegliere varie missioni sia di trama che secondarie tramite una mappa nel menù. Ogni missione può essere rigiocata liberamente quante volte si vuole.
Nei livelli William dovrà affrontare nemici e trappole fino ad arrivare al boss di fine area per poterlo sfidare e battere. Il combattimento si basa sulla gestione della stamina usata per attaccare, difendersi e schivare e i poteri che possono essere acquisti ottenendo esperienza. Nel gioco è presente una gran varietà di armi utilizzabili, dalle Katane alle Kusarigama, e armature sia pesanti che leggere. Ogni arma può essere usata in tre modalità differenti: Alta, media o bassa. La modalità alta è più lenta ma fa solitamente più danni in cambio di un maggior uso di stamina, la modalità bassa privilegia la mobilità e la velocità d'attacco in cambio di un minor output di danni e la modalità media è una via di mezzo tra le due. Altra caratteristica del gameplay sono i "Ki Pulse" modi in cui William può recuperare grandi quantità di stamina premendo col giusto tempismo un pulsante. I "Ki Pulse" servono anche ad indebolire gli Yokai eliminando le pozze di melma che rilasciano per indebolire William.
Un altro elemento è quello degli shugoryō (守護霊? lett. "spiriti della protezione"), degli spiriti che è possibile collezionare durante l'avventura ed usare in combattimento. Ogni spirito ha una capacità specifica, come aumentare il danno fisico ed elementale del personaggio. Se il giocatore muore, lo spirito verrà lasciato nel punto in cui è morto e per ottenerlo nuovamente il giocatore dovrà recarsi in quel luogo.
Il videogioco ha un sistema simile a quello delle "macchie di sangue" di Dark Souls: quando connesso ad Internet, il giocatore può visualizzare delle pozze di sangue, chiamate chi no katana tsuka (血の刀塚? lett. "tumulo della spada sanguinosa"), che rappresentano il punto in cui è morto un altro giocatore. Il personaggio potrà interagire con la pozza e combattere lo spirito guerriero morto, chiamato shigurui (屍狂い? lett. "cadavere deviato") e controllato dall'intelligenza artificiale del gioco, per ottenere dei premi.
Durante il gioco sarà anche possibile giocare in modalità cooperativa con altri giocatori online evocandone uno nel proprio mondo a patto che almeno uno tra l'host e il giocatore ospite abbia già superato il livello.

## Sviluppo
Annunciato nel 2004 dalla Koei, la versione iniziale era basata sulla sceneggiatura del film Oni (鬼?), scritta da Akira Kurosawa ma rimasta incompiuta. L'idea originale era quella di distribuire il videogioco insieme ad una nuova versione del film Oni, che avrebbe visto il debutto di Hisao Kurosawa, figlio di Akira, alla regia cinematografica. Il completamento della sceneggiatura da parte Hisao era supervisionato dal produttore e fondatore della Koei Yōichi Erikawa, con un budget complessivo per film e videogioco di 3 miliardi di yen.
La prima data di pubblicazione, con il nuovo titolo Ni-Oh (仁王?), era prevista per PlayStation 3 per l'estate 2006, e durante l'E3 2005 è stato mostrato il primo trailer del videogioco, mentre un secondo trailer, simile al primo, è stato mostrato al Tokyo Game Show 2006.
Nel 2009 la Koei, dopo 3 anni dall'uscita prevista, ha dichiarato che il titolo era ancora in produzione. L'anno successivo, in seguito alla unione Koei Tecmo,è stato annunciato che lo sviluppo del videogioco era passato interamente al Team Ninja, che ha dato maggiore rilievo all'interno della storia alla figura del samurai, contrapposta a quella precedente del ninja. Nel novembre 2014 Hayashi, capo del Team Ninja, ha dichiarato che il titolo è in produzione e sta prendendo forma. Alla SCEJA Press Conference 2015 la Koei Tecmo ha mostrato un teaser ed ha annunciato la distribuzione nel 2016 per PlayStation 4, con la nuova traslitterazione Nioh.

## Beta del 23 agosto 2016
Il 23 agosto 2016 gli sviluppatori hanno dato la possibilità di scaricare dal Playstation Store una beta attiva dal 23 agosto al 6 settembre 2016. La nuova Beta contiene quattro livelli (due livelli veri e propri legati alla trama del gioco, una sorta di "arena" con ondate di nemici da sconfiggere per proseguire ed una zona con un solo boss da sconfiggere). I livelli sono i seguenti:
Isola dei demoni: la zona iniziale. Il protagonista approda sulle sponde di una piccola isola abitata da pescatori e attualmente invasa da un'orda di briganti provenienti da una nave carica di schiavi ormeggiata sul porticciolo del villaggio. Gli abitanti sono stati sterminati ed ora l'intera isola pullula di briganti e pericolosi demoni (yokai), che -a quanto pare- sono richiamati dai conflitti e più in generale dalla sofferenza umana. Per completare lo scenario bisogna farsi strada attraverso la spiaggia fino alla "villetta" del capovillaggio (situata su un altopiano che sovrasta il centro abitato) e da lì attraversare il villaggio in fiamme e raggiungere la nave. Qui si affronta il primo boss, "Onryoki", un enorme yokai armato di catene terminanti in palle di acciaio. Arrivato al 60% della vita le catene si spezzano ed il boss continua a combattere a mani nude. Sconfitto il boss e lasciata la nave ormai in fiamme e prossima ad affondare, si incontrerà il primo NPC presentato fino ad ora, Hattori Hanzo, che chiede al protagonista di aiutarlo a combattere gli Oni, offrendogli in cambio aiuto nel rintracciare la persona che sta cercando. Superando questo livello si può scaricare dal Playstation store il "marchio del conquistatore", che permetterà all'uscita del gioco di ottenere un equipaggiamento come DLC.
Erba secca e yokai: seconda ambientazione; si tratta di un ampio campo di erba alta infestato da vari tipi di non morti e yokai. E un'arena, per proseguire e arrivare alla zona successiva bisogna sconfiggere tre ondate di nemici. Sono in tutto tre zone per un totale di nove ondate di difficoltà variabile.
Nelle profondità dell'ombra: in questa missione il protagonista deve addentrarsi in un dedalo di caverne sotterranee per salvare Kuroda Nagamasa, un giovane Lord. Nella parte iniziale e meno profonda delle gallerie si trovano diversi briganti, mentre entrando più in profondità si trovano diversi yokai (molti in più rispetto alla prima missione). Nel punto più profondo della caverna si incontra il boss, una vampira (Hino-Enma) dotata di ali di pipistrello. Il boss ha alcuni attacchi in grado di paralizzare sia a distanza che in corpo a corpo e afferrando il protagonista può morderlo per curarsi. Una volta sconfitto, si incontra il giovane Nagamasa, che ringrazia per averlo salvato. Completando questa missione si guadagna il "marchio del forte" da scaricare sul Playstation store.
Invito dal guerriero dell'ovest: situato nella stessa zona del secondo livello, qui si incontra un samurai, Tachibana Muneshige, che affronta il protagonista in un duello non letale. Una volta sconfitto, si complimenta della bravura di William. Questo può essere considerato il vero ultimo boss della Beta.

## Difficoltà "crepuscolo"
Dopo aver superato la terza missione principale, che si chiude sconfiggendo Hino-Enma, si sblocca la modalità "Crepuscolo" che permette di riaffrontare alcune missioni della storia principale con una diversa quantità e tipologia di nemici e con un'ambientazione notturna, illuminata da un'inquietante luna rossa. Inoltre, alcune "tombe insanguinate" si attivano da sole all'avvicinarsi del giocatore, rendendo la sfida nel complesso più varia e complicata. Anche l'Arena, il secondo livello viene modificato con l'aggiunta di una quarta ondata di nemici per zona oltre che nemici differenti (quindi 12 ondate). Questo nuovo livello di difficoltà permette di trovare oggetti migliori. Inoltre gli incontri con i boss sono resi più difficili dalla presenza di alcuni servitori che spalleggiano il boss di turno.

## Edizioni
Nioh: Complete Edition, disponibile per PS4 e per PC dal 7 novembre 2017 include il gioco base più i dlc:
- Drago del nord, sblocca la regione di Tohoku, dove il "Drago ciclope" Date Masamune sta segretamente raccogliendo le pietre-spirito.
- Onore sprezzante, campagna invernale dell'Assedio di Osaka seguendo la storia del prode Sanada Yukimura, uno dei più grandi generali del Giappone nel periodo degli Stati combattenti.
- La fine del massacro, campagna estiva dell'Assedio di Osaka mentre il periodo degli Stati combattenti si avvicina alla fine nell'ultimo capitolo della storia di William.

Nioh Remastered - The Complete Edition, pubblicato il 5 Febbraio 2021 per Playstation 5.
The Nioh Collection, pubblicato il 5 Febbraio 2021 per Playstation 5.
In queste versioni è disponibile la scelta video in alta risoluzione 4k o il framerate a 120.

## Accoglienza
| Testata                        | Versione | Giudizio     |
| ------------------------------ | -------- | ------------ |
| Metacritic (media al 6-7-2024) | PS5      | 87/100       |
| Metacritic (media al 6-7-2024) | PS4      | 87/100       |
| Metacritic (media al 6-7-2024) | PC       | 84/100       |
| OpenCritic (media al 6-7-2024) | PS5      | 88/100       |
| OpenCritic (media al 6-7-2024) | PS4      | 88/100       |
| OpenCritic (media al 6-7-2024) | PC       | 84/100       |
| Destructoid                    | -        | 9/10         |
| EGM                            | -        | 9/10         |
| Eurogamer                      | -        | Raccomandato |
| Famitsū                        | -        | 36/40        |
| Game Informer                  | -        | 9/10         |
| Game Revolution                | -        | 4/5          |
| GameSpot                       | -        | 9/10         |
| GamesRadar+                    | -        | 4/5          |
| IGN                            | -        | 9,6/10       |
| Polygon                        | -        | 8/10         |
| The Daily Telegraph            | -        | 5/5          |
| New York Daily News            | -        | 5/5          |

Nioh ha ricevuto un'accoglienza generalmente favorevole stando alle recensioni aggregate del sito Metacritic. La maggior parte dei critici ne hanno apprezzato la difficoltà, l'ambientazione, il sistema di combattimento, l'uso del folklore giapponese, e l'estetica, oltre che alla possibilità di scegliere tra diverse opzioni grafiche per la versione PS4, mentre ne hanno criticato in minor misura la storia e la gestione dell'inventario. Eurogamer lo ha posto al 25º posto tra i migliori 50 giochi del 2017, mentre Polygon lo ha posto al 42º posto nella medesima classifica. Il gioco è stato nominato come "Miglior Gioco per PS4" ai Game of the Year Awards 2017 di Destructoid, e come "Miglior Gioco per PS4" e "Miglior RPG" agli Best of 2017 Awards di IGN. In seguito, Nioh è stato uno dei tre giochi invitati al Global Game Business Summit al Tokyo Game Show 2018 come esempio di un gioco di successo globale.

### Vendite
Nioh si trova al secondo posto tra le classifiche dei giochi più venduti nel Regno Unito. Già nella prima settimana d'uscita, i siti di vendita online Amazon.com e Walmart hanno dichiarato di aver esaurito tutte le loro scorte. In Giappone ha venduto ben 75,477 nella sua prima settimana d'uscita, divenendo il secondo videogioco venduto nel paese. Il 24 febbraio 2017, Koei Tecmo e Team Ninja hanno annunciato che Nioh ha venduto oltre un milione di copie in tutto il mondo nelle prime due settimane di vendita; tali numeri includono vendite digitali su piattaforme come Steam o consegne a domicilio tramite siti come Amazon. Alla fine del mese di febbraio 2019, il gioco ha venduto oltre due milioni e mezzo di copie in tutto il mondo.

### Premi
| Anno | Premio                                              | Categoria                   | Risultato       |
| ---- | --------------------------------------------------- | --------------------------- | --------------- |
| 2017 | The Independent Game Developers' Association Awards | Azione e Avventura          | Candidato/a     |
| 2017 | Golden Joystick Awards                              | Gioco PlayStation dell'Anno | Candidato/a     |
| 2017 | The Game Awards 2017                                | Miglior Gioco d'Azione      | Candidato/a     |
| 2018 | Famitsu Awards                                      | Rookie Award                | Vincitore/trice |

## Sequel
Alla conferenza Sony E3 del 11 giugno 2018, è stato annunciato un sequel dal nome Nioh 2, è stato pubblicato il 13 marzo 2020.